# 藍章
蓝章（1453年—1525年），字文繡，號大勞山翁。山東即墨縣（今山東省即墨市）人。明朝政治人物，官至陝西巡撫。

## 生平
八岁母卒，弱冠学易于乡先生绍先卢公。成化二十年（1484年）中进士。二十二年任直隸婺源縣知縣，弘治二年丁父忧，癸丑起补潜山县知县，皆政績卓著。九年（1496年），升任贵州道监察御史，巡按浙江盐政，辛酉巡按山西，弹劾不避权贵。癸亥升太仆寺少卿。正德元年，奉敕督理顺天等处马政，历升大理寺右少卿、都察院左都御史，因得罪權閹刘瑾，被下诏狱，久之得释，贬抚州府通判。庚午刘瑾伏誅，蓝章复起為都察院右佥都御史、陕西巡抚。甲戌论平贼功，升南京刑部右侍郎，乙亥八月复兼都察院左佥都御史，奉敕清理两淮长芦等处盐政。前后三疏乞休，正德十二年得旨允归。卜筑华楼之阳，自號“大劳山翁”。嘉靖四年（1525年）十一月初六日卒于家，年七十三。

## 著作
有《西巡录》、《大劳山人遗稿》、《八阵合变图说》等。

## 家族
祖蓝福盛，赠通议大夫、南京刑部右侍郎；祖母于氏，赠淑人。父蓝铜，號東村，赠中宪大夫、都察院右佥都御史，加赠通议大夫、南京刑部右侍郎；母于氏，累赠淑人。
子蓝田，嘉靖癸未会魁，河南道监察御史，巡按陕西，以议大礼廷杖；蓝囦，贡生；蓝因，官生，庆阳府通判；俱有文名，世称蓝氏三凤。